# Iris Svis
Iris Svis (* in Sibirien, RSFSR, Sowjetunion als Irina Swistunowa; russisch Ирина Свистунова, wiss. Transliteration Irina Svistunova) ist eine russisch-polnisch-slowakische Schauspielerin, Filmproduzentin, Filmregisseurin, Drehbuchautorin und Model.

## Leben
Svis wurde im Föderationskreis Sibirien in der damaligen Sowjetunion geboren und wurde in Tomsk groß. Neben der russischen besitzt sie noch die polnische und die slowakische Staatsbürgerschaft. Neben ihrer Muttersprache Russisch spricht sie nach eigenen Angaben Englisch, Französisch, Polnisch, Slowakisch, Slowenisch, Ukrainisch sowie Deutsch. Im Alter von sieben bis zu ihrem 13. Lebensjahr lernte sie Russian Folk Musik. 1989 erwarb sie an der Music School #2, Russia ihr Zertifikat in klassischen Piano. Im Alter von 14 Jahren begann sie, erste Modelaufträge entgegenzunehmen. An der Ulyanovsk State University erwarb sie ihren Bachelor-Abschluss in Sprachwissenschaft in Deutsch, Englisch und Russisch. Nach ihrem Umzug in die Vereinigten Staaten lernte sie von 2014 bis 2016 Schauspiel am The Studio L.A. Von 2015 bis 2018 studierte sie für drei Jahre Betriebswirtschaftslehre und Management am Santa Monica College, das sie mit einem Bachelor-Abschluss abschloss. Während dieser Zeit finanzierte sie ihr Leben von Modelaufträgen und als Tanzlehrerin.
Nach ihrem Umzug in die USA wirkte Svis in sieben Episoden der Fernsehserie Face Off in der Rolle eines Models mit und war außerdem in mehreren Kurzfilmen zu sehen. 2015 machte sie ihr Filmschauspieldebüt in No Respect for the Dead. In den nächsten Jahren folgten Besetzungen in verschiedenen Kurzfilmen. 2019 wirkte sie unter anderen in den Filmen Von Null bis Ich liebe dich in der Rolle der Sharon und in Die Geldwäscherei als Ludmilla mit. 2020 wurde sie für ihre Leistung in der Rolle der Max Voron im Kurzfilm The Showdown auf dem Standalone Film Festival als beste Schauspielerin ausgezeichnet. 2023 stellte sie im Monsterfilm Ape vs. Mecha Ape die Rolle der Russin Pavla Oalk, eine der Antagonisten im Film, dar.

### Schauspiel
- 2014: Face Off (Fernsehserie, 7 Episoden)
- 2014: High & Gruesome (Kurzfilm)
- 2014: Ballon (Kurzfilm)
- 2015: No Respect for the Dead
- 2015: Heaven's Renegade Angel (Kurzfilm)
- 2016: Goober: Higher Expectations (Kurzfilm)
- 2016: I am LSJ (Kurzfilm)
- 2016: A Beautiful Day (Kurzfilm)
- 2016: No Fancy Ride (Kurzfilm)
- 2016: Balance (Kurzfilm)
- 2016–2017: Make America Italian Again – Marino 2016 (Fernsehserie, 2 Episoden)
- 2017: Boy in the Elvis Suit (Kurzfilm)
- 2017: Panacea (Kurzfilm)
- 2018: People Magazine: Investigativ (Fernsehdokuserie, Episode 2x11)
- 2018: Cooking with Flotus (Kurzfilm)
- 2018: A Friend in Need (Kurzfilm)
- 2019: KRFT PUNK'S Political Party! (Fernsehserie)
- 2019: Von Null bis Ich liebe dich (From Zero to I Love You)
- 2019: What Looks Back (Kurzfilm)
- 2019: Die Geldwäscherei (The Laundromat)
- 2019: Vampire's Tale (Kurzfilm)
- 2020: Stan the Man
- 2020: Twelve Days of Christmas
- 2020: The Showdown (Kurzfilm)
- 2020: L.A. Salad (Kurzfilm)
- 2020: Rachel's Gift (Kurzfilm)
- 2021: Soft Voice (Podcastserie, 2 Episoden)
- 2021: Detective Barry Burns (Kurzfilm)
- 2022: Monday Coffee (Fernsehserie, 9 Episoden)
- 2022: Radical Empathy (Kurzfilm)
- 2022: Astrokid (Kurzfilm)
- 2023: Summer with the Guys
- 2023: Ape vs. Mecha Ape
- 2023: Pepito's Mamadas (Fernsehserie, 2 Episoden)

### Produktion
- 2016: Lilly and James (Kurzfilm)
- 2016: Goober: Higher Expectations (Kurzfilm)
- 2016: No Fancy Ride (Kurzfilm)
- 2017: Coffee & Couture (Miniserie, 3 Episoden)
- 2018: Cooking with Flotus (Kurzfilm)
- 2018: A Friend in Need (Kurzfilm)
- 2020: The Showdown (Kurzfilm)
- 2020: L.A. Salad (Kurzfilm)
- 2022: Monday Coffee (Fernsehserie, 9 Episoden)

### Drehbuch
- 2017: Coffee & Couture (Miniserie, 3 Episoden)
- 2018: Cooking with Flotus (Kurzfilm; auch Regie)
- 2018: A Friend in Need (Kurzfilm)
- 2020: The Showdown (Kurzfilm)
- 2022: Monday Coffee (Fernsehserie, 9 Episoden)

## Theater (Auswahl)
- Eugene Onegin, The Moscow Art Theater
- The Seagull, House of Culture Voskhod
- Three Sisters, The Nebolshoy Theater